# حکیم سلمان جهرمی

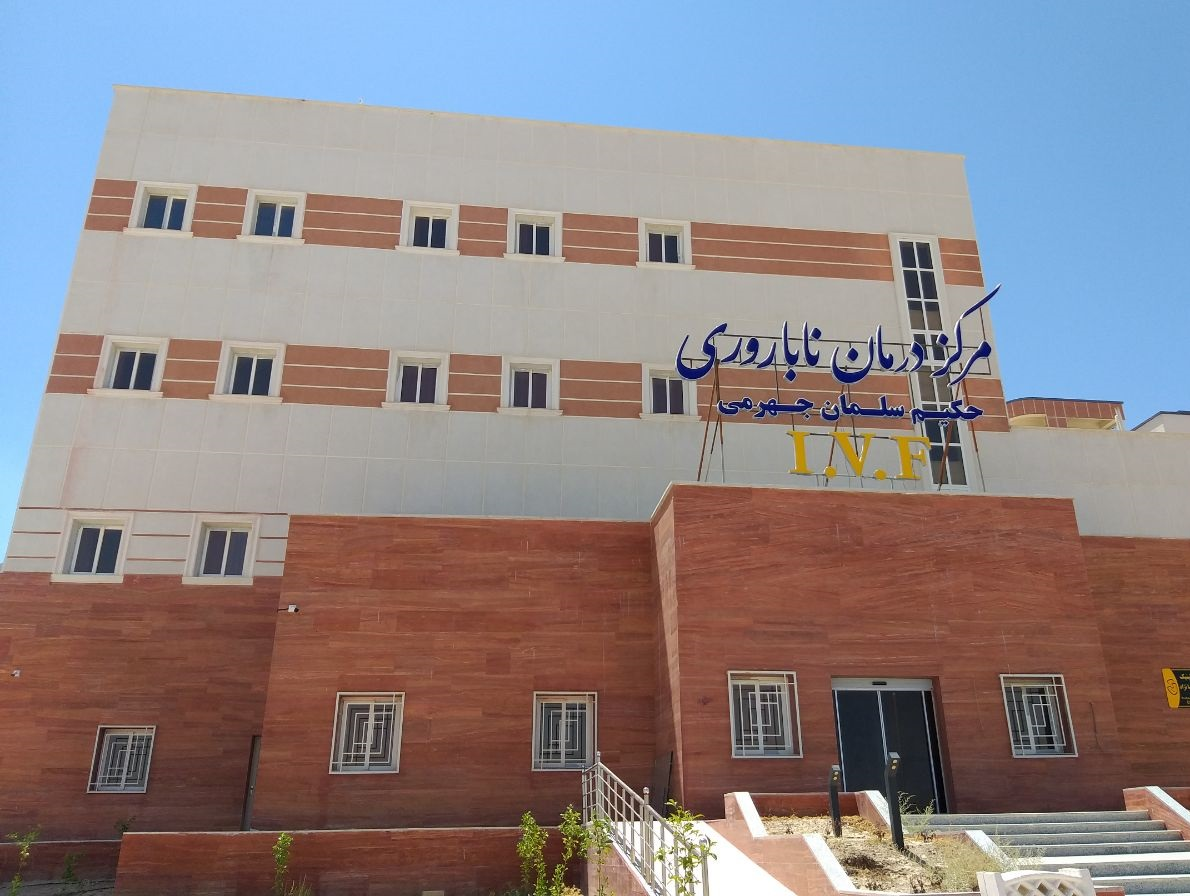
مرکز درمان ناباروری حکیم سلمان جهرمی در بیمارستان سیدالشهدا، جهرم

حکیم سید سلمان موسوی جهرمی معروف به حکیم سلمان جهرمی و شاه سلمان حکیم‌باشی شاه عباس بزرگ و جد بزرگ خاندان حکیم سلمان بود. وی از اهالی جهرم و از پزشکان معروف فارس بود که در اواخر قرن دهم و اویل قرن یازدهم می‌زیسته‌است و نسبش با ۱۶ واسطه به شیخ صفی‌الدین اردبیلی (۵۶۰–۷۳۷) و با ۳۶ واسطه به امام موسی بن جعفر می‌رسید. توانایی‌های او در علم پزشکی باعث فراخوانی او به دربار شاه عباس یکم شد.
میرزا محمد رحیم طبیب اصفهانی، حکیم‌باشی شاه سلطان حسین، عبدالباقی طبیب اصفهانی، حکیم‌باشی نادرشاه افشار، معتمدالدوله نشاط، از شعرای معروف عهد فتحعلی شاه قاجار، بیدل شیرازی، طبیب و ندیم فتحعلی شاه قاجار، نامی اصفهانی، وقایع‌نگار دوران کریم خان زند و مؤلف کتاب تاریخ گیتی‌گشا و میرزا محمدباقر ملاباشی از فقهای شیعه از نوادگان او هستند.
او پس از مرگ در یکی از املاکش در کوی صحرای جهرم دفن می‌شود. اکنون مقبره وی به صورت زیارتگاه درآمده‌است. «مرکز درمان ناباروری حکیم سلمان جهرمی» در بیمارستان سیدالشهدای جهرم و همچنین «مرکز تحقیقات حکیم سلمان جهرمی» در دانشگاه علوم پزشکی جهرم به افتخار وی نام‌گذاری شده‌اند.

## خانواده
حکیم سلمان هفت پسر داشته است که شرح حال آن‌ها را سید رضی نایب‌الوزاره که از نوادگان حکیم است در کتاب نسب‌نامه سادات حکیم‌سلمانی به تفصیل شرح داده است.
به نوشته‌ی جلال‌الدین همایی حکیم سلمان برای هریک از پسران خود در اصفهان خانه اعیانی مجللی بنیاد کرد و یکی از آن خانه‌ها تا روزگار معاصر در محله احمدآباد پابرجا بود. 

## تبارنامه
- حکیم سلمان
  - حکیم احمد
    - حکیم محمدرضا
      - حکیم محمدعلی
        - میرزا محمدحسین حکیم‌باشی
          - میرزا محمد حکیم‌باشی
            - بیدل شیرازی

    - میرزا محمدباقر
      - (؟)
        - نامی اصفهانی

      - میرزا محمد رحیم، حکیم‌باشی شاه سلطان حسین
        - میرزا عبدالوهاب
        - طبیب اصفهانی
          - میرزا محمدرحیم کلانتر
            - میرزا عبدالباقی دوم
            - معتمدالدوله نشاط
            - میرزا محمدعلی کلانتر
              - حاج میرزا رحیم
                - حاج میرزا محمدعلی